# Sphaerostephanos foxworthyi
Sphaerostephanos foxworthyi är en kärrbräkenväxtart som beskrevs av Holtt. Sphaerostephanos foxworthyi ingår i släktet Sphaerostephanos och familjen Thelypteridaceae. Inga underarter finns listade.